# Tang Suzong
Tang Suzong (zijn persoonlijke naam was Li Yi) (21 februari 711 – 16 mei 762) was de achtste keizer van de Chinese Tang-dynastie. Hij regeerde van 756 tot 762. 
Tijdens het bewind van Suzongs' vader Xuanzong (685-762) kwam de Sogdische generaal An Lushan (703-756) in opstand. Deze veroverde de beide hoofdsteden Luoyang en Chang'an en dwong Xuanzong te vluchten naar de zuidwestelijke provincie Sichuan. In 756 deed Xuanzong afstand van de troon ten faveure van zijn zoon Suzong. Deze wist de opstand uiteindelijk te bedwingen met hulp van Oeigoerse huurlingen. 